# Peronospora (genere)
Peronospora è un genere di cromisti dell'ordine delle Peronosporali appartenenti alle famiglie delle Peronosporacee (classe Oomiceti). La caratteristica morfologica differenziale di questo genere è di avere rami sporangiofori ben differenziati che si ramificano più volte; le ultime ramificazioni hanno la parte terminale appuntita. Gli sporangi germinano per micelio. Gli organismi appartenenti al genere sono noti per causare la malattia detta appunto peronospora, anche se non sono i soli a causare tale patologia delle piante.